# Kathy Ireland
Pour les articles homonymes, voir Ireland.
Kathy Ireland est un mannequin, actrice, entrepreneur et styliste américaine née le 20 mars 1963 à Glendale, en Californie (États-Unis).

## Biographie
En 1993, elle lance une entreprise en marketing, Kathy Ireland Worldwide (KIWW),.

## Filmographie
- 1988 : Alien from L.A. : Wanda Saknussemm
- 1989 : Journey to the Center of the Earth : Wanda Saknussemm
- 1990 : Side Out : Marie
- 1990 : Monsieur Destinée (Mr. Destiny) de James Orr : Gina
- 1991 : L'Équipe de casse-gueule (en) (Necessary Roughness) de Stan Dragoti : Lucy Draper
- 1992 : Mom and Dad Save the World de Greg Beeman : Semage, Raff's Daughter
- 1992 : Danger Island (en) (TV) : Laura
- 1993 : Amore! : Taylor Christopher
- 1993 : Alarme fatale (Loaded Weapon 1) : Miss Destiny Demeanor
- 1993 : A Perry Mason Mystery: The Case of the Wicked Wives (TV) : Dee Morrison
- 1994 : Bandit: Beauty and the Bandit (TV) : Crystal
- 1995 : Backfire ! : Jessica Luvintryst
- 1996 : Coup de force (Gridlock) (TV) : Michele Conner
- 1996 : Miami Hustle (TV) : Marsha Thomas
- 2000 : Once Upon a Christmas : Kristen Klaus
- 2001 : Twice Upon a Christmas (TV) : Kristen Claus
- 2009 : Dancing with the Stars 9 (télé-réalité) : candidate